# غريبو الأطوار (فلم)
غريبو الأطوار أو المنحرفون (بالإنجليزية: The Misfits) هو أول فيلم أمريكي هوليوودي تم تصويره وإنتاجه في الإمارات، حيث صورت مشاهده في مناطق متفرقة بمدينة أبو ظبي منها مدينة مصدر وجزيرة السعديات وكورنيش أبو ظبي ومتحف اللوفر، إلى جانب مناطق أخرى في دبي والعين، ويشارك فيه نخبة من النجوم العالميين أبرزهم تيم روث  ونيك كانون وجيمي تشونغ وهيرميون كورفيلد والتايلاندي مايك أنجيلو، إلى جانب الإماراتي منصور الفيلي والسوري سامر المصري  والفلسطيني رامي جابر، وهو من تأليف الممثل والكاتب روبرت هني، وإخراج الفنلندي ريني هارلن  من إنتاج شركة فيلم جيت الإماراتية أصدر في 2021 أطلقت عروضه في الشرق الأوسط وإفريقيا.

## ملخص الفيلم
وتدور أحداثه داخل حدود منطقة الشرق الأوسط، حول مجرم معروف يدعى «ريتشارد بيس»، يجد نفسه عالقا في سرقة كبيرة، بعدما تم تجنيده من قبل مجموعة من اللصوص غير التقليديين، حيث سيكون لهذه العملية آثار بعيدة المدى على حياة «بيس» وعدد كبير من محيطه.

## الطاقم

### البطولة
بيرس بروسنان 
 تيم روث 
 نيك كانون 
 جيمي تشونغ 
 منصور الفيلي 
 سامر المصري 
 رامي جابر

### المخرج
ريني هارلن

## الإنتقادات
تعرض الفيلم لعديد من الانتقادات منها ما نشر في برنامج ما خفي أعظم  المذاع على شاشة الجزيرة  وأتهم الفيلم بالإساءة لقطر ورموزها والزج بمشاهد وأسماء مرتبطة بقطر، وأثار ضجة حين تم الإعلان عنه.